# Carel Struycken
Carel Struycken /ˈkɑrəɫ ˈstrœykən/ (30 de julio de 1948) es un actor neerlandés de cine y televisión. Se destaca por ser un hombre excepcionalmente alto (mide 2,13) y por lo tanto a menudo lo llaman para papeles en los que su altura desempeña un rol importante. Es popularmente conocido por su papel del Sr. Homn en la serie de televisión Star Trek: La nueva generación, por representar el papel del mayordomo "Largo" en las películas The Addams Family, Addams Family Values y Addams Family Reunion, y por aparecer como "El Gigante" en la serie de televisión Twin Peaks.

## Biografía
Carel Struycken nació en La Haya, Países Bajos. Cuando sólo tenía 4 años su familia se trasladó a Curazao, una isla en el Caribe. A los 15 años, cuando vivía en la isla de Curazao, compuso varios valses. A los 16, regresó a su país de origen, donde terminó la escuela secundaria. Se graduó en la dirección de programas en la escuela de cine en Ámsterdam, tras lo cual pasó un año en el American Film Institute en Los Ángeles. Colaboró en una serie de proyectos del escritor y director Rene Daalder. En 1978 fue "descubierto" como actor en la esquina de Hollywood y Vine en Los Ángeles por una mujer que había abandonado su automóvil en medio de la calle, llamándole: «¡Le necesitan para una película!». La película era Sgt. Pepper's Lonely Hearts Club Band. El punto de inflexión en su carrera fue actuando como antagonista en Ewoks: The Battle for Endor, basada en los ewoks (unas criaturas de Star Wars: Episode VI - Return of the Jedi). 
Struycken también ha ayudado en el desarrollo de hardware y software de sistemas de realidad virtual. Protagonizó en 1987 la película Las brujas de Eastwick, con Jack Nicholson. Actualmente reside en Pasadena, California. 
Ha sido diagnosticado con acromegalia, origen de su elevada estatura.

## Filmografía

### Largometrajes
| Año  | Título                                       | Personaje                   | Dirección              |
| ---- | -------------------------------------------- | --------------------------- | ---------------------- |
| 2021 | The Eden Theory                              | The Stranger                | Kyle Misak             |
| 2019 | Doctor Sleep                                 | Grampa Flick                | Mike Flanagan          |
| 2017 | Gerald's Game                                | Moonlight Man               | Mike Flanagan          |
| 2016 | Class of '85                                 | Roy                         | Kyle Misak             |
| 2014 | Trophy Heads                                 | Brother Humphrey            | Charles Band           |
| 2008 | Sinterklaas en het geheim van het grote boek | Dr. Ferdinand               | Martijn van Nellestijn |
| 2007 | Revamped                                     | Mr. Vincent                 | Jeff Rector            |
| 2005 | The Fallen Ones                              | High Priest 1               | Kevin VanHook          |
| 2004 | Agavé                                        | J.C.Cowboy                  | Randy Walker           |
| 2002 | Fatal Kiss                                   | Mortician                   | Jeff Rector            |
| 2002 | Science Fiction                              | Strange man                 | Danny Deprez           |
| 2001 | The Vampire Hunters Club                     | Host Vampire                | Donald F. Glut         |
| 2000 | Tinnef (Short)                               | Kran                        | Jasper van Hecke       |
| 1999 | Enemy Action                                 | Eyepatch                    | Brian Katkin           |
| 1998 | Addams Family Reunion                        | Lurch                       | Dave Payne             |
| 1998 | I Woke Up Early the Day I Died               | Undertaker                  | Aris Iliopulos         |
| 1997 | Men in Black                                 | Arquilian                   | Barry Sonnenfeld       |
| 1996 | Oblivion 2: Backlash                         | Gaunt                       | Sam Irvin              |
| 1995 | Under the Hula Moon                          | Clyde                       | Jeff Celentano         |
| 1995 | Out There                                    | M. Burke                    | Sam Irvin              |
| 1994 | Oblivion                                     | Gaunt                       | Sam Irvin              |
| 1993 | Addams Family Values                         | Lurch                       | Barry Sonnenfeld       |
| 1993 | Journey to the Center of the Earth           | Dallas                      | William Dear           |
| 1991 | The Addams Family                            | Lurch                       | Barry Sonnenfeld       |
| 1991 | Servants of Twilight                         | Kyle Barlow                 | Jeffrey Obrow          |
| 1990 | Framed                                       | Jinx                        | Dean Parisot           |
| 1988 | Night of the Kickfighters                    | Ponti                       | Buddy Reyes            |
| 1987 | The Witches of Eastwick                      | Fidel                       | George Miller          |
| 1985 | Ewoks: The Battle for Endor                  | Terak                       | Jim Wheat y Ken Wheat  |
| 1984 | The Prey                                     | The Monster                 | Edwin Brown            |
| 1980 | Die Laughing                                 | Gregor the Giant            | Jeff Werner            |
| 1980 | Go West, Young Man                           | Dr. Struycken               | Urs Egger              |
| 1978 | Sgt. Pepper's Lonely Hearts Club Band        | The Brute                   | Michael Schultz        |
| 1978 | Tarzana (Short)                              | A big ugly Polynesian fella | Steve De Jarnatt       |

### Series de Televisión
| Año       | Título                         | Personaje                     |
| --------- | ------------------------------ | ----------------------------- |
| 2018      | Two Minutes to Midnight        | Shire                         |
| 2017      | Twin Peaks: The Return         | The Fireman                   |
| 2016      | Gotham                         | Tall Monster                  |
| 2014      | The Blacklist                  | Matthew Kincaid               |
| 2010      | Caso abierto                   | Lester "Gargantuan" Smith '10 |
| 2006      | Me llamo Earl                  | Paul                          |
| 2004      | De erfenis                     | Lafayette                     |
| 2002      | Embrujadas                     | Giant Demon                   |
| 1996      | Star Trek: Voyager             | Spectre                       |
| 1995      | Babylon 5                      | Trader                        |
| 1987-1992 | Star Trek: La nueva generación | Mr, Homn                      |
| 1990-1991 | Twin Peaks                     | The Giant                     |
| 1988      | Hospital                       | The Giant                     |
| 1987      | Hunter                         | Occult Store Owner            |
| 1979      | Bigfoot and Wildboy            | The Titan                     |